# Crash Bandicoot 2: Cortex Strikes Back
A Crash Bandicoot 2: Cortex Strikes Back egy videójáték, amelyet a Sony Computer Entertainment adott ki PlayStationre. A játékot a Naughty Dog stúdió fejlesztette és az Universal Interactive Studios (később Vivendi Games) hozott forgalomba.
A játék először 1997-ben jelent meg, 1998-ban kiadták a Sony Greatest Hits sorozatban, 1999-ben a Platinum Range sorozatban, majd 2001-ben a PSone Books sorozat tagjaként. Az európai PlayStation hálózaton is megjelent, de 2007-ben óvatosságból visszavonták, mert egyes PlayStationös játékok nem működtek megfelelően. Amerikában 2008-tól, Európában 2011-től ismét elérhető.

## Cselekménye
Miután Crash legyőzte Cortexet, Cortex leesett a léghajójáról, egyenesen egy bányába, ahol megismerte a Power Crystal-ok erejét. Visszatért, és Crash segítségével akarta megszerezni a kristályokat, amik hozzásegíthetik a világuralomhoz. A második rész is sokak kedvencévé vált. Itt már bejön a ma már jól ismert Warp Room-os megoldás. Azaz a pályákat egy szobából lehet elérni. Ebben a részben már a pályakristály is feltűnik amelyekből minden pályán van egy. A pályák ötösével vannak elhelyezve, minden Warp Room-ban öt pálya. Közötte pedig főküzdések. Cortex megismeri N. Gin-t, aki robot építő tudásával segít neki a Crash elleni küzdelemben. Itt már feltűnnek havas pályák is a játékban, és az űrbe is ki kell merészkedni. Új ellenfelek is vannak. Például feltűnik Tiny Tiger vagy a Komodo testvérek is. Crash megszerzi az összes kristályt, gyémántot, legyőzi Cortexet, és Brio segítségével felrobbantja Cortex űrhajóját.

## Főellenfelek
- Ripper roo;
- Komodo fivérek;
- Tiny Tiger;
- N. Gin;
- Dr. Neo Cortex

## Szereplők
- Crash Bandicoot – A játék mindenkori főhőse
- Coco Bandicoot – Crash kishúga, a számítógépzseni
- Aku Aku – A már ismert maszk
- Polar – Crash másik segítője, egy kis jegesmedve
- Bearminator – Egy hatalmas jegesmedve, ami az egyik pályán végigüldözi Crash-t.
- Ripper Roo – Az első ellenség. (Ugrálj el a TNT-k és a Nitrók elől, majd pörögj bele!)
- Komodo Joe és Komodo Moe – A második ellenség páros. A kardforgatás mesterei. (Pörgesd neki az elszédült Joe-t, a fivérének!)
- Tiny Tiger – A harmadik ellenség. (Ugrálj addig, amíg Tiny le nem esik!)
- N. Gin – A negyedik ellenség. (Ugrálj el a lézerek elől, majd dobáld meg a robotot Wumpa gyümölccsel!)
- Dr. Neo Cortex – Az ötödik ellenség. (Kövesd az űrben, majd pörögj bele!)
- Dr. Nitrus Brio – Cortex riválisává vált, miután N. Gin felbukkant. A gyémántok segítségével elpusztítja Cortex űrhajóját.

## Játékmenet
Egy szimpla 3D-platform játék. Crashnak ebben a részben három képessége van: ugrás, pörgés és hasalás. Ezekkel tudja elintézni ellenfeleit. Crash tud Wumpát gyűjteni, ha 100 összegyűl akkor a játékos kap egy extra életet. (Maximum 99 extra életet gyűjthet össze.)

### Dobozok
A játék során dobozokat lehet találni a pályán. Crash a dobozok felbontásával szerezhet Wumpákat és életeket. A következő fajta dobozok léteznek:
- sima doboz: ez csak Wumpát tartalmaz.
- csíkos doboz: ha ezen ugrál a játékos, akkor kap 10 Wumpát.
- Crash doboz: életet tartalmaz.
- ? doboz: ebben lehet Wumpa, Aku Aku vagy élet
- nyíl doboz: segítségével magasra tud ugrani, egy Wumpát tartalmaz.
- vas nyíl doboz: ez is magasra tud ugrasztani de nem lehet széttörni.
- vas doboz: ezt nem lehet kibontani.
- ! doboz: ez is vasból van, de felszabadíthat plusz dobozokat.
- TNT: ha a játékos belepörög felrobban, ám ha ráugrik, akkor csak 3 másodperc múlva robban fel.
- Nitro: ha a játékos nekimegy, azonnal felrobban.
- Checkpoint: ennek a doboznak a helyére kerülünk vissza, ha meghalunk.
- Aku Aku doboz: ebben található a bűvös maszk, ami megvédi a támadásoktól, hármat kell összegyűjteni, amitől Crash magára ölti Aku Aku-t.
- vasalt szélű doboz: rá kell vetődni (ugrás közben guggolás) máshogy nem lehet kinyitni, egy Wumpa van benne.

### Színes drágakövek megszerzése
- Kék: a Turtle woods nevű pályán végig kell menni úgy, hogy nem szabad egyetlenegy dobozt sem összetörni.
- Lila: a Bee having nevű pályán rá kell ugrani a nitro-sor tetejére és nyílik egy titkos rész: itt lehet megszerezni.
- Piros: az Air Crash nevű pályán az első lapított csónaktól nem messze van egy kiálló zöldes rész, arra rá kell ugrani és megjelenik a titkos Warp Room és itt be kell menni a Snow go nevű pályába és kiad egy titkos részt, azaz a Snow go nevű pályának a folytatását és itt lehet megszerezni.
- Sárga: a Plant food nevű pályát időre kell átvinni.
- Zöld: a The Eel Deal nevű nevű pályán a nitróval telerakott szoba túlsó végén át kell mászni a falon és nyílik egy titkos rész: itt lehet megszerezni.

### Pályacímek magyar fordításai
- Turtle woods – Teknősbéka erdő
- Snow go – Hóesés
- Hang eight – Vízesés
- The pits – A gödrök
- Crash dash – Vágta – robaj
- Snow biz – Hóüzlet
- Air crash – Repülőszerencsétlenség
- Bear it – Medveháton
- Crash rush – Megdől a mérkőzés
- The eel deal – Az angolna mennyiség
- Plant food – Növényétel
- Sewer or later – Csatorna vagy később
- Bear down – A medve leszállásra kényszerít
- Road to ruin – Pályatestféle összeomlás
- Un bearable – Elviselhetetlen
- Hangin out – Akasztás végig
- Diggin itt – Földmunka
- Gold hard crash – Arany nehéz Crash
- Ruination – Pusztulás
- Bee having – Méh birtok
- Piston itt away – Távoli dugattyú
- Rock it – Az akadály
- Night firight – Éjszakai küzdelem
- Pack attack – Poggyász – roham
- Spaced out – Elosztásban
- Totally bear – Teljesen medve
- Totally fly – Egészen agyafúrt

## Folytatások, rejtett pályák
- Air Crash
- Snow go
- Road to ruin
- Totally bear
- Totally fly